# Pentagram (studio)
Pour les articles homonymes, voir Pentagram (homonymie).

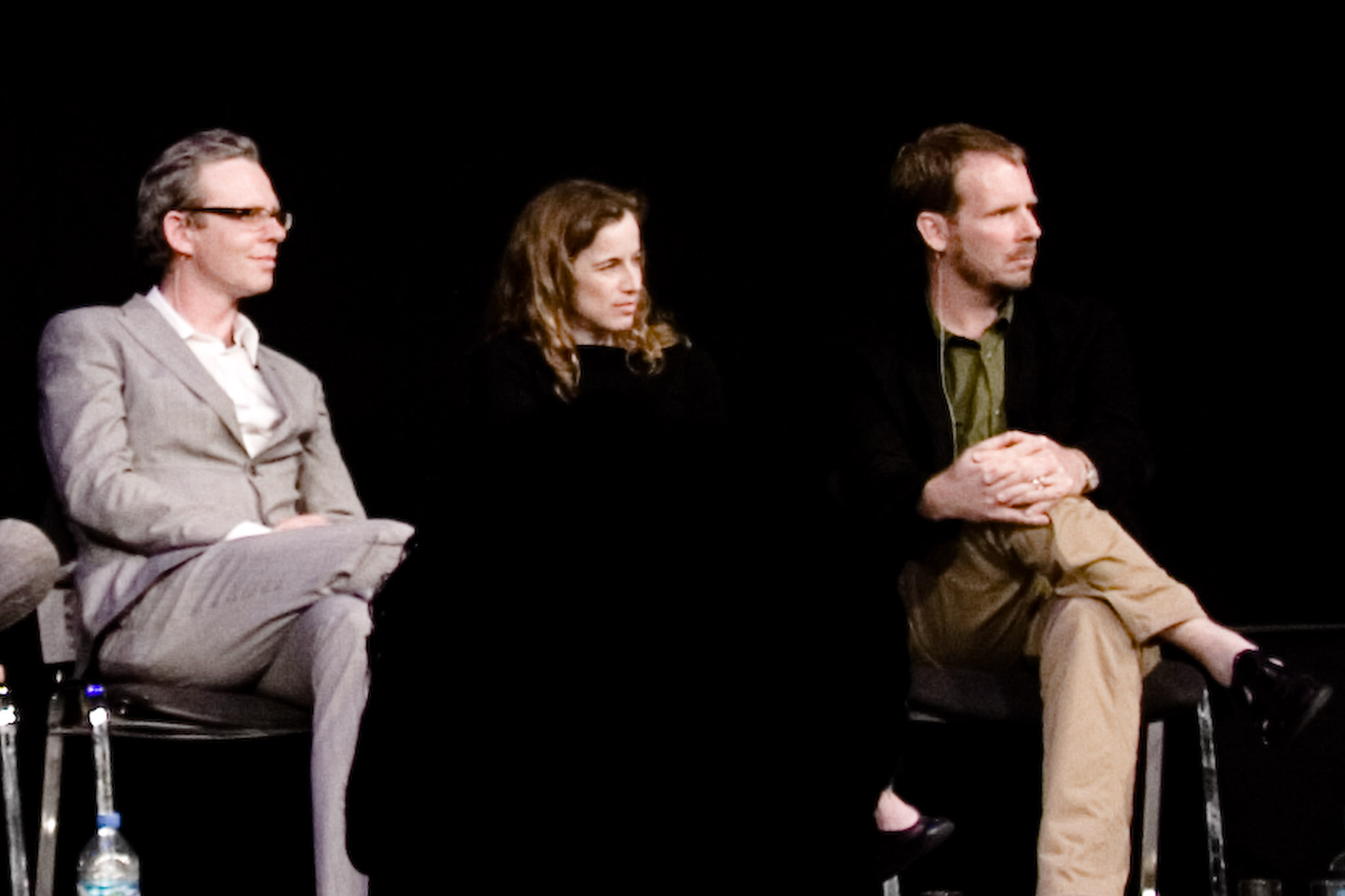
Photo où l'on peut voir Abbott Miller tout à droite (2007)

Pentagram est un studio de design fondé à Londres en 1972 par Alan Fletcher (graphiste), Theo Crosby, Colin Forbes, Kenneth Grange, et Mervyn Kurlansky. Le terme pentagram, désignant une étoile à cinq branches, fait références aux cinq partenaires fondateurs. Fletcher et Forbes ont collaboré auparavant depuis 1962 sous le nom de Fletcher/Forbes/Gill (avec le graphiste Bob Gill). En 1965, ils étaient rejoints par l'architecte Theo Crosby. 
En 1978, à l'initiative de Forbes, Pentagram ouvre un bureau à New York. Par la suite, d'autres succursales seront établies à San Francisco, Austin et Berlin. Un bureau ouvert à Hong Kong, dirigé par David Hillman, a fermé ses portes après trois ans.
Pentagram intervient aussi bien sur de design de produits que sur l'identité graphique des marques, des intérieurs ou des architectures. Le studio compte parmi ses clients des entreprises célèbres comme Mastercard, Verizon, Tesco, Swatch, Tiffany & Co, Dell ou 20th Century Fox. En 2018, le studio est choisi pour dessiner le nouveau logo de la franchise du monde des sorciers de J. K. Rowling.

## Pentagram en 2018
En 2018, Pentagram compte 19 partenaires, attachés aux bureaux de Londres (Jody Hudson-Powell, Angus Hyland, Domenic Lippa, Harry Pearce, Luke Powell, Naresh Ramchandani, John Rushworth, Daniel Weil, Marina Willer), de New York (Michael Bierut, Michael Gericke, Luke Hayman, Natasha Jen, Abbott Miller, Emily Oberman, Eddie Opara, Paula Scher), de Berlin (Justus Oehler) et Austin (DJ Stout).